# Jason Plato
Timothy Jason Plato (ur. 14 października 1967 roku w Oksfordzie) – brytyjski kierowca wyścigowy, w latach 2004–2014 był prezenterem telewizyjnym programu Fifth Gear.

## Życiorys
Plato rozpoczął karierę w wyścigach samochodowych w 1990 roku od startów w Brytyjskiej Formule Renault, gdzie odniósł jedno zwycięstwo. Z dorobkiem 68 punktów uplasował się na piątej pozycji w klasyfikacji generalnej. Rok później w tej samej serii był czwarty. W późniejszych latach pojawiał się także w stawce Europejskiego Pucharu Formuły Renault, Brytyjskiej Formuły 3, Renault Spider Europe, Renault Spider Cup Great Britain, Bathurst 1000, British Touring Car Championship (mistrz w 2001 i 2010 roku), Shell Championship Series, ASCAR, FIA Sportscar Championship, V8 Supercars, British Touring Car Championship Masters, European Touring Car Cup oraz World Touring Car Championship.
W World Touring Car Championship Brytyjczyk wystartował w ośmiu wyścigach sezonu 2005 z hiszpańską ekipą SEAT Sport. Podczas drugiego wyścigu brytyjskiej rundy stanął na drugim stopniu podium. Z dorobkiem dziesięciu punktów został sklasyfikowany na piętnastym miejscu w końcowej klasyfikacji kierowców.
W British Touring Car Championship Plato startuje od 1997 roku (z przerwą w latach 2002-2003). Już w pierwszym sezonie odniósł sukces w postaci trzeciego miejsca w klasyfikacji generalnej. W kolejnych trzech sezonach plasował się na piątej pozycji. W 2001 roku nie stawał na podium jedynie dwukrotnie oraz odniósł dziewięć zwycięstw w 26 wyścigach. Uzbierane 336 punktów pozwoliło mu zdobyć tytuł mistrza serii. Po powrocie w 2004 roku szybko trafił do czołówki mistrzostw. W latach 2004, 2008 był trzeci, a w 2006-2007 i 2009 roku drugi w klasyfikacji końcowej. W sezonie 2010 powtórzył sukces z 2001 roku zdobywając tytuł mistrzowski (z dorobkiem 260 punktów). W kolejnych trzech sezonach także stawał na podium klasyfikacji generalnej, jednak na jego najniższym stopniu.